# Aruba a 2011-es úszó-világbajnokságon
Aruba a 2011-es úszó-világbajnokságon három sportolóval vett részt.

## Úszás
Férfi
| Versenyző      | Esemény                      | Selejtező | Selejtező | Elődöntő          | Elődöntő          | Döntő             | Döntő             |
| Versenyző      | Esemény                      | Idő       | Helyezés  | Idő               | Helyezés          | Idő               | Helyezés          |
| -------------- | ---------------------------- | --------- | --------- | ----------------- | ----------------- | ----------------- | ----------------- |
| Jemal Le Grand | Férfi 100 méteres gyorsúszás | 52.62     | 58        | Nem jutott tovább | Nem jutott tovább | Nem jutott tovább | Nem jutott tovább |
| Jemal Le Grand | Férfi 200 méteres gyorsúszás | 1:58.24   | 54        | Nem jutott tovább | Nem jutott tovább | Nem jutott tovább | Nem jutott tovább |
| Jordy Groters  | Férfi 100 méteres mellúszás  | 1:06.88   | 70        | Nem jutott tovább | Nem jutott tovább | Nem jutott tovább | Nem jutott tovább |
| Jordy Groters  | Férfi 200 méteres mellúszás  | 2:24.60   | 49        | Nem jutott tovább | Nem jutott tovább | Nem jutott tovább | Nem jutott tovább |

Női
| Versenyző             | Esemény                     | Selejtező | Selejtező | Elődöntő          | Elődöntő          | Döntő             | Döntő             |
| Versenyző             | Esemény                     | Idő       | Helyezés  | Idő               | Helyezés          | Idő               | Helyezés          |
| --------------------- | --------------------------- | --------- | --------- | ----------------- | ----------------- | ----------------- | ----------------- |
| Daniella van den Berg | Női 200 méteres vegyesúszás | 2:30.02   | 36        | Nem jutott tovább | Nem jutott tovább | Nem jutott tovább | Nem jutott tovább |
| Daniella van den Berg | Női 400 méteres vegyesúszás | 5:18.27   | 35        |                   |                   | Nem jutott tovább | Nem jutott tovább |